# Ragogna
Ragogna (furlanisch Ruvigne) ist eine Gemeinde mit 2831 Einwohnern (Stand 31. Dezember 2023) in der Region Friaul-Julisch Venetien in Friaul, Italien.

## Geographie

### Geographische Lage

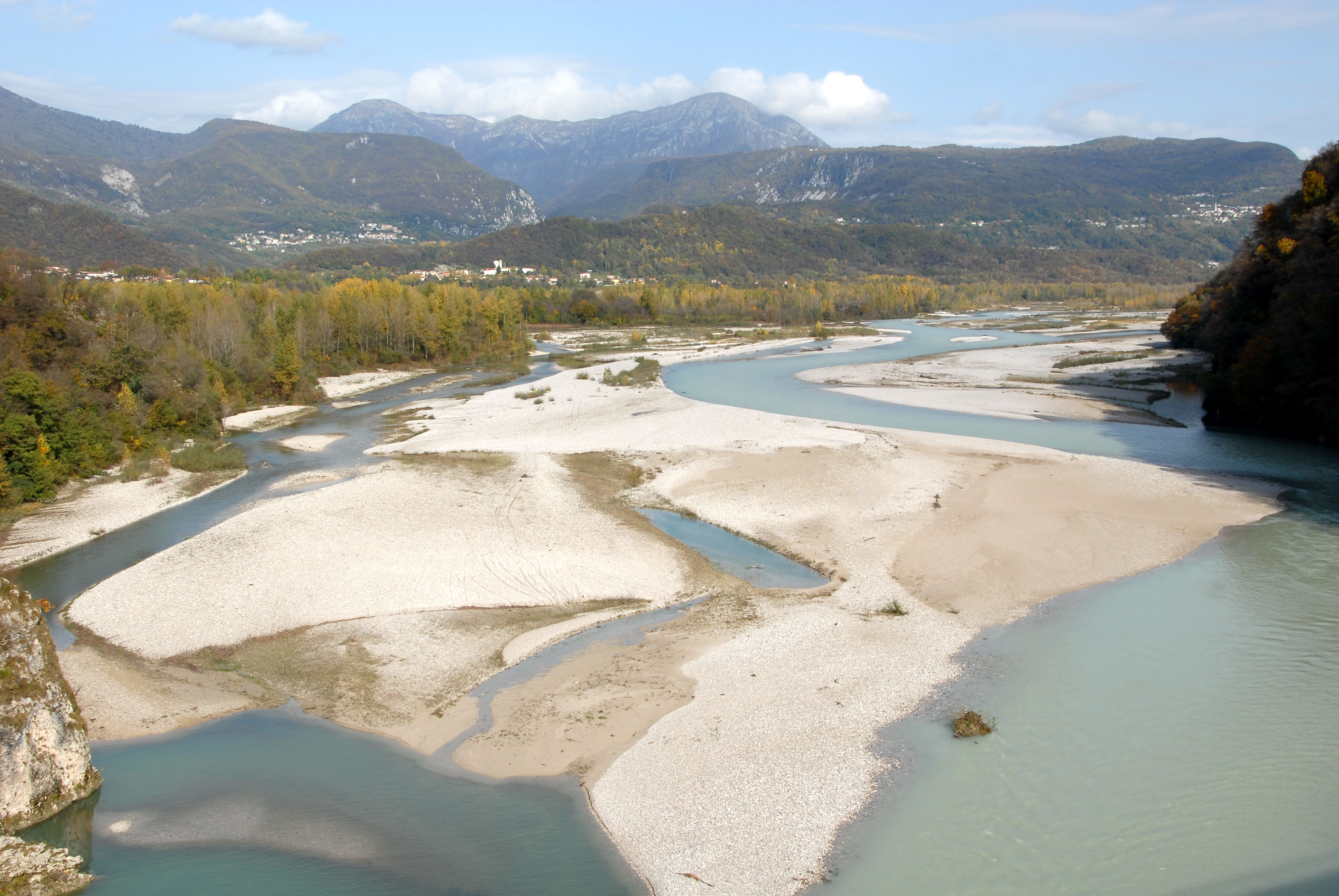
Flussbett des Tagliamento im Nordosten von San Pietro

Der Landstrich repräsentiert den westlichsten Teil des Moränen-Amphitheaters vom Tagliamento, der die Gemeindegrenze im Westen bildet: ans Flussufer grenzen die Gemeinden Pinzano al Tagliamento und Forgaria nel Friuli, während sich im Süden und Osten die Gemeinde San Daniele del Friuli erstreckt.
Zwischen Ebene und Hügeln schwankt die Meereshöhe zwischen 170 Metern und 210 Metern, um auf den Gebirgskamm des Berges von Ragogna bis auf 512 Meter anzusteigen, eine eigenständige topografische Erhebung, die dem ganzen Gebiet den Stempel aufdrückt.
Das Flussbett des Tagliamento verläuft weiter unten bis auf 120 Meter Seehöhe, indem es eine unverwechselbare Landschaft von hohen Ufern, Wiesen, Abhängen, Wäldern und aufragenden Felsen prägt. Der Fluss wird zwischen Pinzano und Ragogna durch die Ponte di Pinzano überbrückt.

### Klimatologie
Aus klimatologischer Sicht ist die Situation als eine am Fuße einer Bergkette liegenden Gegend zu beschreiben, mit ganzjährigen, reichlichen Niederschlägen (zwei Maximalwerte im Frühling und Herbst) und relativ milden Wintern (Durchschnittstemperatur 2 °C), Sommer mit mittleren täglichen Temperaturen über 25 °C und geringen thermischen nächtlichen Schwankungen.

### Gemeindegliederung

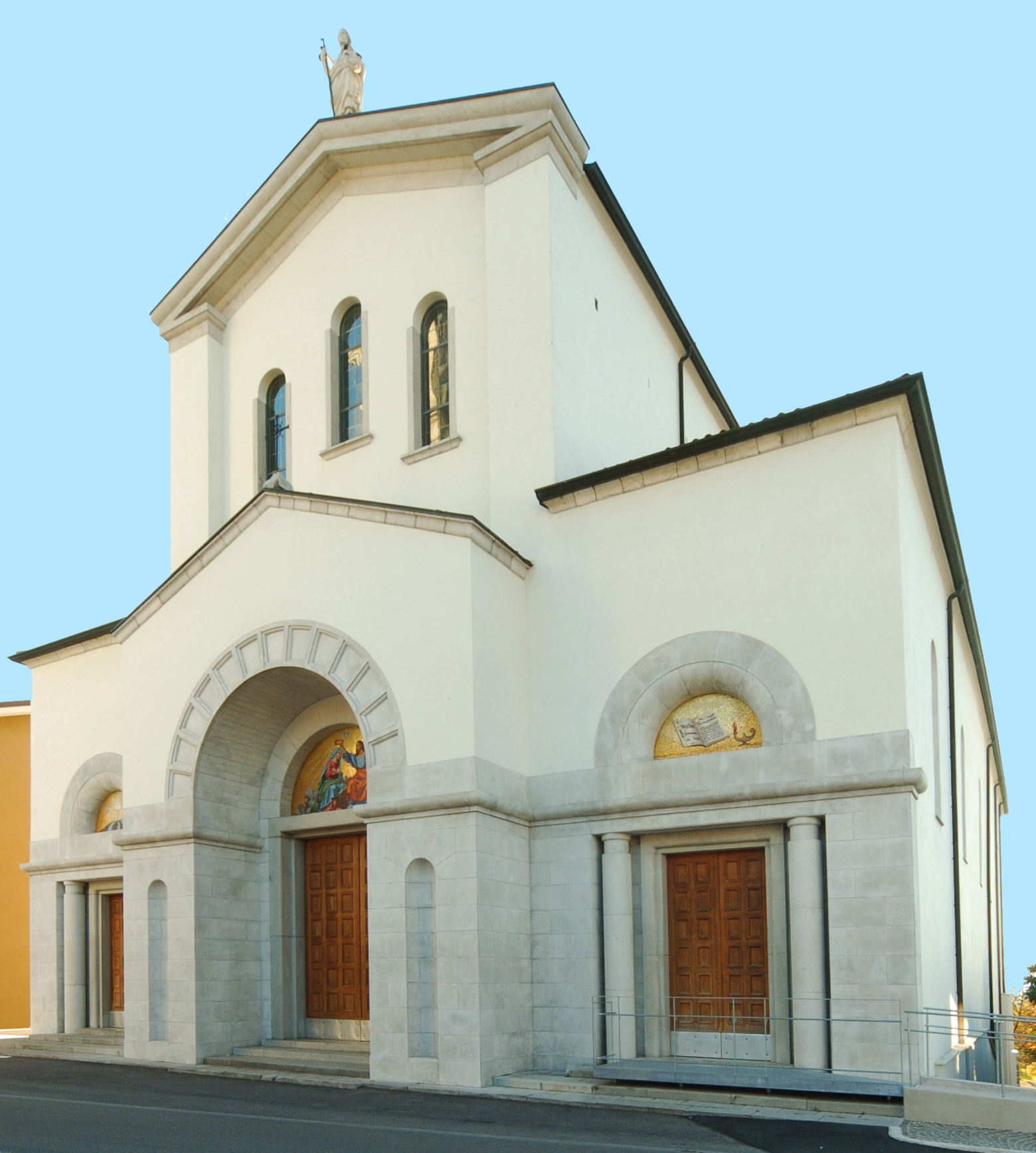
Kirche in San Giacomo

Die Gemeinde umfasst fünf Ortschaften:
- San Giacomo (Vile), Sitz des Gemeindeamts
- Pignano (Pignan)
- San Pietro (Borc)
- Muris (Mures)
- Villuzza (Viluce)

### Nachbargemeinden
|                        | Forgaria nel Friuli                         |                        |
| Pinzano al Tagliamento | Kompassrose, die auf Nachbargemeinden zeigt | San Daniele del Friuli |
|                        | San Daniele del Friuli                      |                        |

### Topographie
Das Gebiet von Ragogna umfasst den nordwestlichen Zipfel vom Moränen-Amphitheater des Tagliamento, der dieses aufgrund der gewaltigen Schuttablagerungen infolge der letzten Eiszeit (Würmeiszeit vor 115.000 bis 10.000 Jahren) geschaffen hat. Der langsame Gletscher-Rückzug und die Geo- und Hydromorphologie der Gegend begünstigten die Ausbildung zahlreicher Seen – so genannte Moränenseen –, von denen bis zum heutigen Tage der Ragogna-See und der Cavazzo-See (Drei-Gemeinden-See) bestehen geblieben sind.
Der ganze Landstrich ist gekennzeichnet vom Standpunkt des Blickwinkels der Umgebung: auf einem kleinen Flecken gelangt man vom Fluss zur Ebene, zum See, auf den Hügel und den Berg.
- Berg von Ragogna

Die nördliche Bergseite ist als Steilhang ausgebildet, einst als Weideflächen, Obstgärten und Weinberge genutzt. Heutzutage stehen dort Wälder – Kastanien, Hainbuchen, Ahornbäume, Stieleichen, Eschen, Kiefern, Eiben und Buchen – mit vielen Wegen, ideal für Mountainbiker und Wanderer. Der Südhang verläuft relativ sanft, mit Wiesen sowie Aufforstungen mit Waldkiefern und Österreichischen Schwarzkiefern. Es gibt auch eine Waldstraße, die von Candusso auf die Höhe führt, bis sie in die Hauptstraße des Ortsteils San Giovanni in Monte mündet und weiters ein astronomisches Strahlenobservatorium in einer Höhe von 512 m.
- See von Ragogna

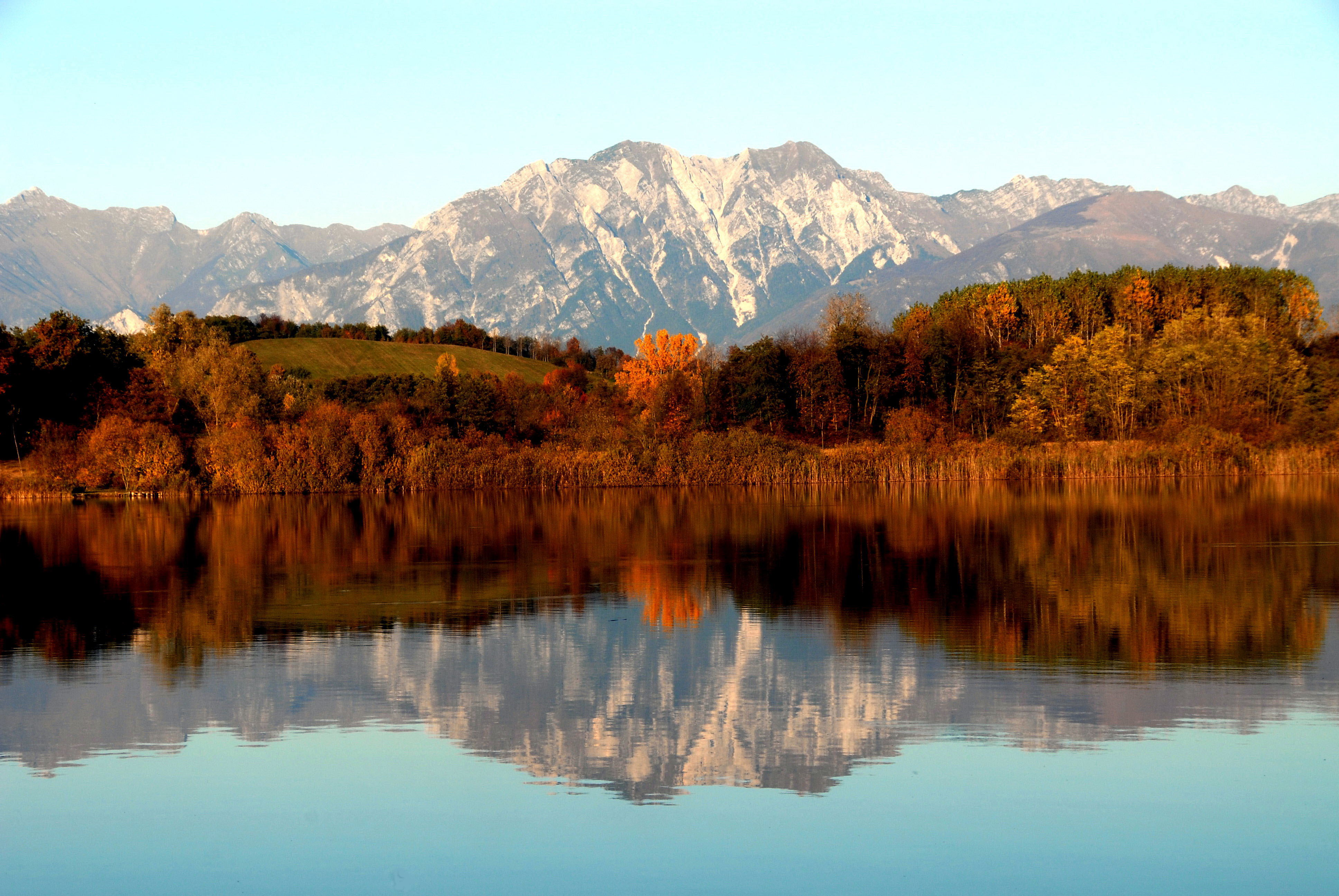
See von Ragogna

Äußerst interessant vom Standpunkt der Natur- und Umweltbetrachtung ist einer dieser wenigen Seen, in welchen auch die Wasserkastanie wächst – Eleocharis dulcis. Der See ist umgeben von windgeschützten Wäldchen, die von Erlen, Pappeln und Weiden gebildet werden wie auch Torfböden und Feuchtwiesen. Dieser Umstand ist vom zoologischen Blickwinkel aus betrachtet höchst bedeutsam, da dessen Durchgangszentrum für Zugvögel – Stockente, Blässhuhn, Knäkente, Teichralle, Graureiher, Zwergtaucher, Haubentaucher, Eistaucher, Höckerschwan, Rohrdommel, Reiherente – ideal ist zum Vögel Beobachten. Auch die Fischfauna ist eine besonders reichhaltige – Döbel, Schleie, Europäischer Hecht, Flussbarsch, Rotfeder, Gemeiner Sonnenbarsch. Ein bisschen weiter im Norden befindet sich ein jüdischer Friedhof.

## Geschichte
Nach Auffassung einiger Historiker ist die Bezeichnung „Reunia“, die das erste Mal von Venantius Fortunatus im 6. Jahrhundert zitiert wird und dann im 7. Jahrhundert von Paulus Diaconus, ein Terminus indoeuropäischen Ursprungs, etymologisch verknüpft mit dem Vorhandensein des Flusses Tagliamento.
Die viel ältere Tatsache auf Grundlage der letzten archäologischen Entdeckungen stammt aus dem 5. Jahrtausend vor Christus, dokumentiert durch Funde aus der mittelsteinzeitlichen Epoche, zuzuschreiben einer Ackerbau treibenden Gesellschaft auf den Hügeln des Sees. Die Gegend stellt sich als eine in der späten Bronzezeit sukzessiv bewohnte heraus.
Die römische Epoche wird durch die Existenz von zahlreichen „ländlichen Villen“ dokumentiert und wegen des Vorhandenseins der Furt im Tagliamento – Tabine. In diesem Zeitraum entsteht in Sankt Peter von Ragogna die „Burg Reuniae“, Befestigung entlang dem Fuß der friaulischen Bergkette zur Verteidigung der Römerstraße, die nach Norikum führte.
In der langobardischen Epoche wurde es ein bedeutendes Zentrum, in dem die Bevölkerung bei gelegentlichen Einfällen der Awaren Zuflucht fand; von der Burg zieht der Noble Ansfrido so rund um 695 aus, um das Herzogtum von Friaul an sich zu reißen. Von den nachfolgenden Jahrhunderten, dem 8., 9., 10. und 11. gibt es keine Informationen, aber einige Kunstzeugen von bemerkenswertem Interesse dokumentierten die Bedeutung, die der Platz in diesen Jahrhunderten wieder einnimmt.
So gegen 1100 erweist sich Ragogna als Besitz der deutschen Familie Eppenstein (Herzöge von Kärnten), welche im Jahre 1218 die Lehen den Herzögen von Ragogna überlassen, die auch deutschen Ursprungs sind. Es ist dies der Zeitpunkt der größten Blütezeit. Während der Streitigkeiten zwischen dem Patriarchen von Aquiläa und den Herzögen von Österreich ergreifen die Ragogneser Partei der Letzteren, indem sie vor allem durch zahlreiche Aktionen ihres Räubertums berühmt werden, bis im Jahre 1365 die Burg durch den Patriarchen erobert wird.
Vom Erdbeben von Friaul 1348 wurden schwere Schäden berichtet.

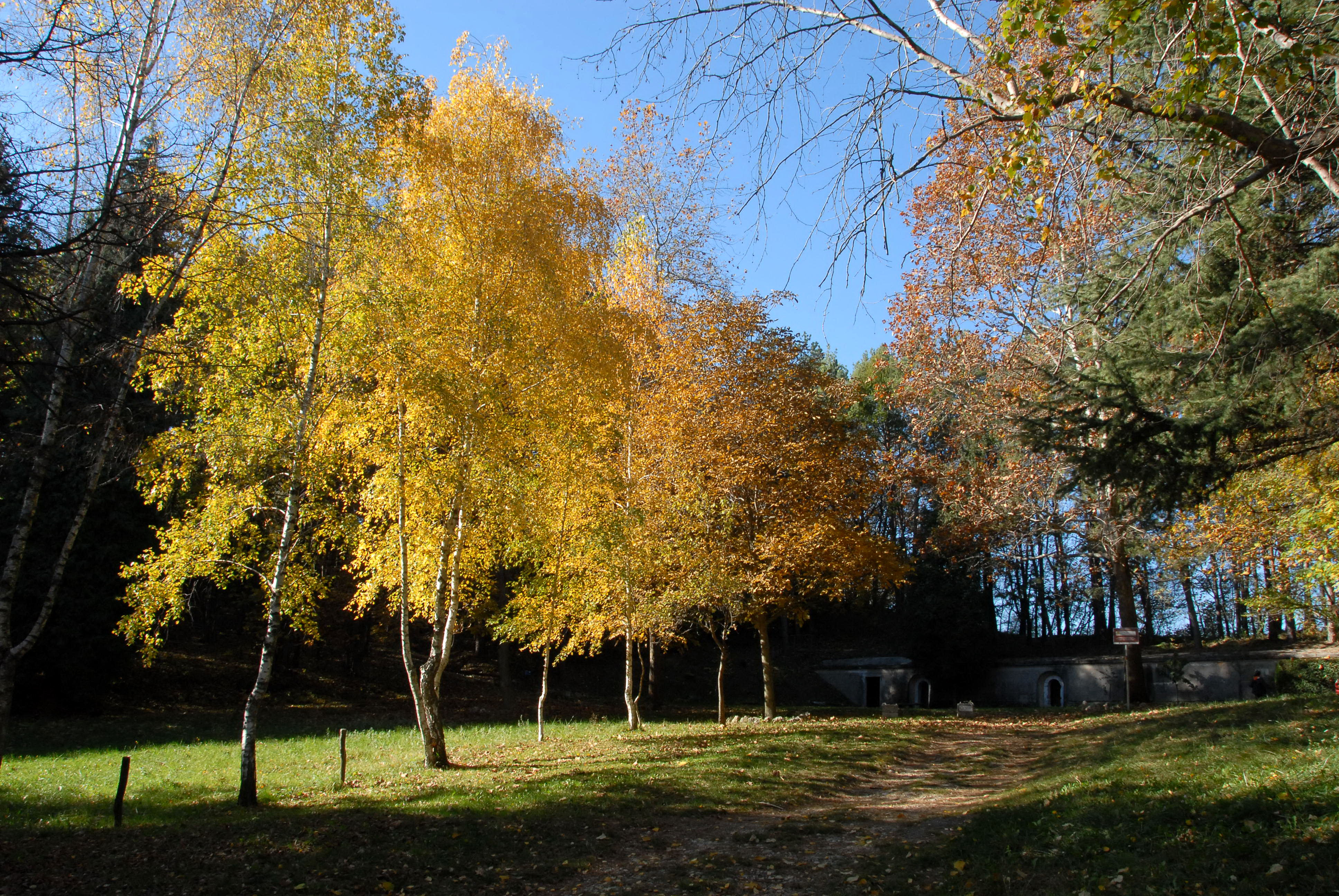
Berg von Ragogna mit militärischem Bollwerk

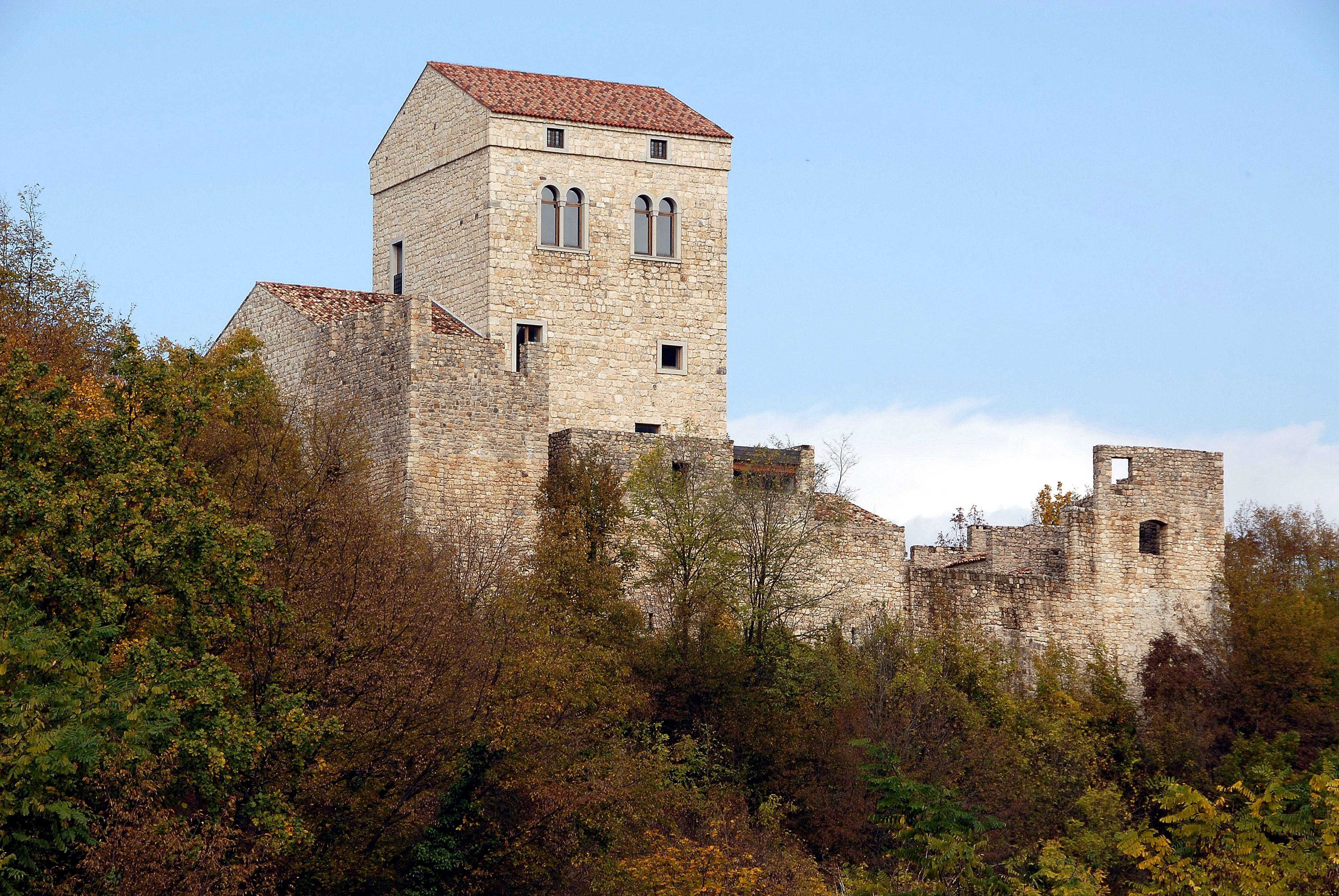
Burg in San Pietro

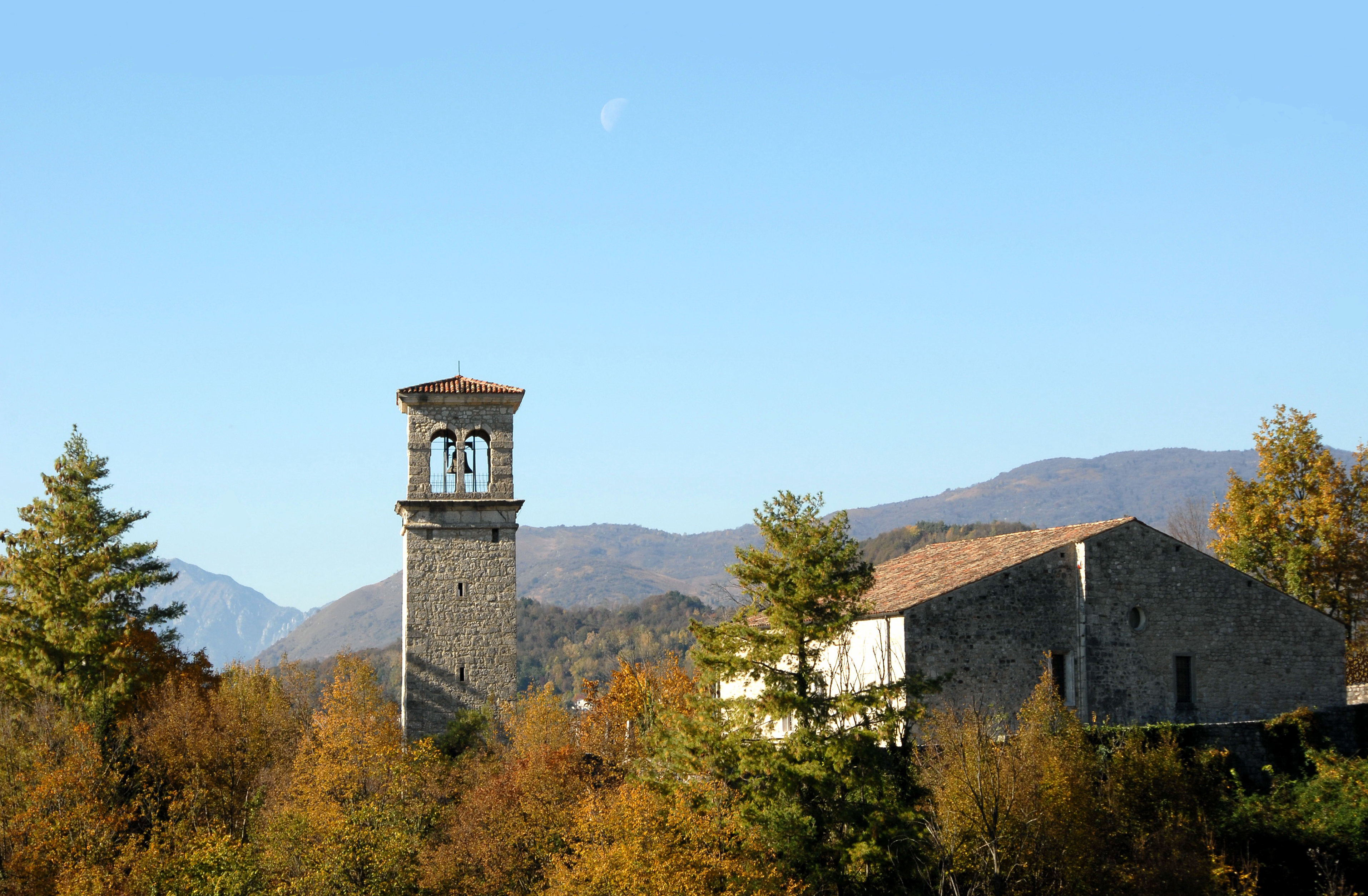
Burgkirche in San Pietro

Im 15. Jahrhundert wird Ragogna Eigentum der Republik Venedig; nach und nach, im Jahr 1503 erwerben die Fürsten von Porcia das Lehen und die Burg, die, restauriert, zu einem Zweitwohnsitz wird. Das Erdbeben von 1511 und der Brand von 1560 haben fatale Folgen: der Platz wird am Ende des 18. Jahrhunderts endgültig aufgelassen und der Gemeinde geschenkt.
Mit der Einigung Italiens im Jahre 1866 erlangte der Berg von Ragogna wegen seiner Lage gegen die friulanische Ebene mit einem Schlag eine strategische Bedeutung. Gegen 1880 richtete der Italienische Hauptstaat Verteidigungsstellungen auf dem Berg ein, während andere Burgen – noch existierende – von der Besetzung Österreich-Ungarns stammen. Wegen der strategischen Bedeutung wurde die Gegend militärisch erneut während des Zweiten Weltkriegs besetzt und wurde Schauplatz von Gefechten im Umfeld des Befreiungskrieges.

## Sehenswürdigkeiten
- Burg von San Pietro in Ragogna

Die alte Burgruine erhebt sich auf einem Felssporn über dem Tagliamento, an einem der bezauberndsten und übersichtlichsten Plätze von Ragogna. Der Bau stammt aus dem 11. Jahrhundert. Nach vielen Jahren des Verfalls hat man mit einem sorgfältigen Wiederaufbau, der in der Vollendungsphase ist, begonnen. Der beste Blick ist von der zum Berg führenden Straße: zu besichtigen sind die Überreste des Hauptturms und die Umgebungsmauern, der Innenhof und das Nordtor.
- Burgkirche von San Pietro

Sitz der vormaligen Pfarrkirche, in ihrem Inneren sind die archäologischen Freilegungen der Apsis und des Taufbeckens (11. Jahrhundert) zu besichtigen, und außerdem Fresken mit Motiven aus der Genesis (13. Jahrhundert).
- Pfarrkirche von San Pietro

Im neogotischen Stil im Jahre 1920 errichtet, bewahrt sie die Kunstwerke aus der alten Burgpfarrkirche: ein Taufbecken – mit Putten, die das Becken tragen – aus der Schule des Giovanni Antonio Pilacorte, der Hochaltar aus dem 17. Jahrhundert, hinter diesem der Altar zur Heiligen Dornenkrone – 16. Jahrhundert – und einige Gemälde des 16. Jahrhunderts.
- Pfarrkirche von Pignano

Man betritt das Bauwerk aus dem 18. Jahrhundert über eine Treppe von 90 Stufen. In der Apsis enthält sie einen Freskenzyklus von Gianfrancesco aus Tolmezzo aus dem Jahre 1502: Jungfrau unter den Aposteln, Heiliger Sebastian und Heiliger Antonius von Padua und Gemälde von Domenico Fabris (1893) an den Chorwänden – Geburt und Auferstehung Christi – und auf der Kirchenschiffdecke – die Himmelfahrt.
- Kirche in San Lorenzo di Villuzza

Die nach dem Erdbeben von 1976 wieder aufgebaute Kirche bewahrt einen Freskenzyklus aus dem 11. Jahrhundert – Flucht nach Ägypten – von bedeutendem Interesse und hohem Seltenheitsgrad. In kurzer Entfernung davon findet man die Reste mit den Ausgrabungen der alten Kirche aus dem 10./11. Jahrhundert.
- Kirche in San Giovanni auf dem Berg (San Giovanni in Monte)

Das nach dem Erdbeben wieder aufgebaute Gebäude stammt aus dem 12. Jahrhundert und bewahrt im Inneren eine Freske der ersten Hälfte des 14. Jahrhunderts mit Evangeliums-Darstellungen von Episoden aus der Geschichte des Heiligen Johannes und in der Mitte die Krönung der Jungfrau mit einigen Heiligen. Ein wenig weiter die Reste der alten Einsiedelei – 18. Jahrhundert –, die einigen Eremiten gehörte.
- Ursprüngliche Architektur

In der Ortschaft Muris, auf der Straße Nievo, findet man einen interessanten Weiler mit Beispielen natürlicher Architektur. In der Ortschaft San Pietro, Via Castello, wurde die charakteristische Bauweise des alten Dorfes erhalten, erbaut zum Schutz der Burg. In der Ortschaft Pignano, in der Via Locatelli, befindet sich ein Beispiel eines friulanischen „Adelshauses“ aus dem 17. Jahrhundert mit Grundriss eines Hufeisens.

## Kulturelles
- Biofest

Das Biofest von Ragogna ist ein wein-gastronomisches Ereignis unter dem Zeichen der Biologie mit Darbietungen, Ausstellungen und Ausflügen zum Kennenlernen des Landstrichs. Es findet in der ersten Augustwoche statt.

## Partnergemeinde
- Weitensfeld im Gurktal, Österreich, seit 2003

## Persönlichkeiten
- Bruno Sivilotti (1936–1982), argentinisch-italienischer Radrennfahrer

## Belege
1. ↑  Bilancio demografico e popolazione residente per sesso al 31 dicembre 2023. ISTAT. (Bevölkerungsstatistiken des Istituto Nazionale di Statistica, Stand 31. Dezember 2023).
2. ↑  http://emidius.mi.ingv.it/RHISE/ii_20ham/ii_20ham.html#4